# Sclerorhachis caulescens
Sclerorhachis caulescens là một loài thực vật có hoa trong họ Cúc. Loài này được (Aitch. & Hemsl.) Rech.f. miêu tả khoa học đầu tiên.